# National Invitation Tournament 1946
Il National Invitation Tournament 1946 fu la nona edizione del torneo. Venne vinto dalla University of Kentucky; miglior giocatore fu Ernie Calverley.

## Squadre
- Arizona Wildcats
- Bowling G. Falcons
- Kentucky Wildcats
- Muhlenberg Mules
- R. Island Rams
- St. John's R. Storm
- Syracuse Orange
- WV Mountaineers

## Risultati
|  | Quarti di finale    | Quarti di finale  |                 |                 | Semifinali                | Semifinali                |  |  | Finale | Finale |
|  |                     |                   |                 |                 |                           |                           |  |  |        |        |
|  |                     |                   |                 |                 |                           |                           |  |  |        |        |
|  |                     |                   |                 |                 |                           |                           |  |  |        |        |
|  | R. Island Rams      | 82                |                 |                 |                           |                           |  |  |        |        |
|  | R. Island Rams      | 82                |                 |                 |                           |                           |  |  |        |        |
|  | Bowling G. Falcons  | 79                |                 |                 |                           |                           |  |  |        |        |
|  | Bowling G. Falcons  | 79                | R. Island Rams  | 59              |                           |                           |  |  |        |        |
|  |                     |                   | R. Island Rams  | 59              |                           |                           |  |  |        |        |
|  |                     | Muhlenberg Mules  | 49              |                 |                           |                           |  |  |        |        |
|  | Muhlenberg Mules    | Muhlenberg Mules  | 49              | 47              |                           |                           |  |  |        |        |
|  | Muhlenberg Mules    |                   |                 | 47              |                           |                           |  |  |        |        |
|  | Syracuse Orange     | 41                |                 |                 |                           |                           |  |  |        |        |
|  | Syracuse Orange     | 41                | R. Island Rams  | 45              |                           |                           |  |  |        |        |
|  |                     |                   | R. Island Rams  | 45              |                           |                           |  |  |        |        |
|  |                     | Kentucky Wildcats | 46              |                 |                           |                           |  |  |        |        |
|  | WV Mountaineers     | Kentucky Wildcats | 46              | 70              |                           |                           |  |  |        |        |
|  | WV Mountaineers     |                   |                 | 70              |                           |                           |  |  |        |        |
|  | St. John's R. Storm | 58                |                 |                 |                           |                           |  |  |        |        |
|  | St. John's R. Storm | 58                | WV Mountaineers | 51              | Finale per il terzo posto | Finale per il terzo posto |  |  |        |        |
|  |                     |                   | WV Mountaineers | 51              | Finale per il terzo posto | Finale per il terzo posto |  |  |        |        |
|  |                     | Kentucky Wildcats | 59              |                 |                           |                           |  |  |        |        |
|  | Kentucky Wildcats   | Kentucky Wildcats | 59              | 77              | Muhlenberg Mules          | 40                        |  |  |        |        |
|  | Kentucky Wildcats   |                   |                 | 77              | Muhlenberg Mules          | 40                        |  |  |        |        |
|  | Arizona Wildcats    | 53                |                 | WV Mountaineers | 65                        |                           |  |  |        |        |
|  | Arizona Wildcats    | 53                |                 |                 | 65                        |                           |  |  |        |        |
|  |                     |                   |                 |                 |                           |                           |  |  |        |        |
|  |                     |                   |                 |                 |                           |                           |  |  |        |        |

| Campione NIT 1946           |
| --------------------------- |
| Kentucky Wildcats 1º titolo |

## Squadra vincitrice
|  | Naz.                   | Ruolo | Sportivo         |  |     |  |  |
|  | ---------------------- | ----- | ---------------- |  | --- |  |  |
|  | Stati Uniti (bandiera) | G     | Jack Parkinson   |  | 183 |  |  |
|  | Stati Uniti (bandiera) | C     | Wah Wah Jones    |  | 193 |  |  |
|  | Stati Uniti (bandiera) | G     | Ralph Beard      |  | 180 |  |  |
|  | Stati Uniti (bandiera) | A     | Jack Tingle      |  | 193 |  |  |
|  | Stati Uniti (bandiera) | A     | Wilbur Schu      |  | 191 |  |  |
|  | Stati Uniti (bandiera) | A     | Joe Holland      |  | 193 |  |  |
|  | Stati Uniti (bandiera) | C     | Kenton Campbell  |  | 193 |  |  |
|  | Stati Uniti (bandiera) | GA    | Buddy Parker     |  |     |  |  |
|  | Stati Uniti (bandiera) | A     | Mulford Davis    |  |     |  |  |
|  | Stati Uniti (bandiera) | G     | Bill Sturgill    |  |     |  |  |
|  | Stati Uniti (bandiera) | A     | Darrell Lorance  |  |     |  |  |
|  | Stati Uniti (bandiera) | AC    | Malcolm McMullen |  |     |  |  |
|  | Stati Uniti (bandiera) | AC    | Deward Compton   |  |     |  |  |
|  | Stati Uniti (bandiera) | GA    | Ed Allin         |  |     |  |  |
|  | Stati Uniti (bandiera) | AC    | Jim Weber        |  |     |  |  |
|  | Stati Uniti (bandiera) | A     | Zeb Blankenship  |  |     |  |  |
|  | Stati Uniti (bandiera) | A     | Sam Zeaman       |  |     |  |  |
|  | Stati Uniti (bandiera) | A     | Bob Hehl         |  |     |  |  |
|  | Stati Uniti (bandiera) | A     | Barkley Sturgill |  |     |  |  |
|  | Stati Uniti (bandiera) | A     | Johnny Crockett  |  |     |  |  |

- Allenatore: Adolph Rupp